# Thierry Cozon
 (janvier 2014).
Si vous disposez d'ouvrages ou d'articles de référence ou si vous connaissez des sites web de qualité traitant du thème abordé ici, merci de compléter l'article en donnant les références utiles à sa vérifiabilité et en les liant à la section « Notes et références ».
Thierry Cozon est un poète français né le 27 octobre 1956 à Lyon.
Après une scolarité effectuée auprès des pères jésuites, il entame, inspiré autant par un Mungo Park qu'un Arthur Rimbaud, une longue période de voyages, alternée avec de courts retours en France, qui le mènera en Inde, en Amérique du Sud, en Russie, en Asie du Sud-Est, en Chine et au Japon, où il se fixera pendant deux années. Il retourne définitivement en France en 1990.

## Ouvrages
- Voyage en pleine lune, édition Les 4 Fils, 1983.
- Sortie vers la lumière du jour, 1988.
- Guérison par le blanc, 1987.
- Chant de paix et des espoirs, 1988.
- L'Annonce de l'aube, 1991.
- Tête nue sous l'orage, 1994.
- Poèmes du monde flottant, 1996.
- Il n'y a rien derrière, 1999.
- Amor ergo sum, poèmes ; Le Buveur du Parnasse, prose, éd. l'Âge d'Homme, Suisse. 2009  (ISBN 2825114057).
- Apsara (théâtre), 2003.
- L'Homme décalé et Le Café des miracles, 2005.
- Le Miroir de la poésie, 2006.
- Sur les hauteurs de Poleymieux, 2007.
- Entretiens au bord du ciel, éditions Baudelaire, 201.
- Le Jardin de Dieu, éditions L'Âge d’homme, Suisse. 2012[1]
- Le Chant du coq insomniaque, 2013.
- La Dernière Héloïse, éditions Mon Petit Éditeur, 2016.
- Effondrement sur la Lumière, éditions Mon Petit Éditeur, 2017
- La Lyre § La Croix, éditions Mon Petit Éditeur, 2018
- Entre Saône § Rhône, éditions Sydney Laurent Paris, 2018
- Sortie vers la Lumière du Jour. (réédition) Mon Petit Éditeur 2019
- Friedrich en Beaujolais, éditions Édilivre Paris 2020
- Chant d'Outre-France, éditions Publibook Paris 2021
- Permanence du Passage des Éphémères, éditions Publibook Paris 2022
- Tibet ou l'Appel de la lumière, éditions Publibook 2025 (Réédition illustrée du Volume IV Guérison par le blanc)

Traductions
- 2016 : Genèse Création § Premier Homme du père Séraphim ROSE. Mai 2016. Aux Éditions des Syrtes. Genève. Suisse.
- 2016 : L’Amérique perdue de l’auteur américain Paul Creig Roberts aux Éditions Xenia. Suisse. Automne 2016.